# François Walschartz

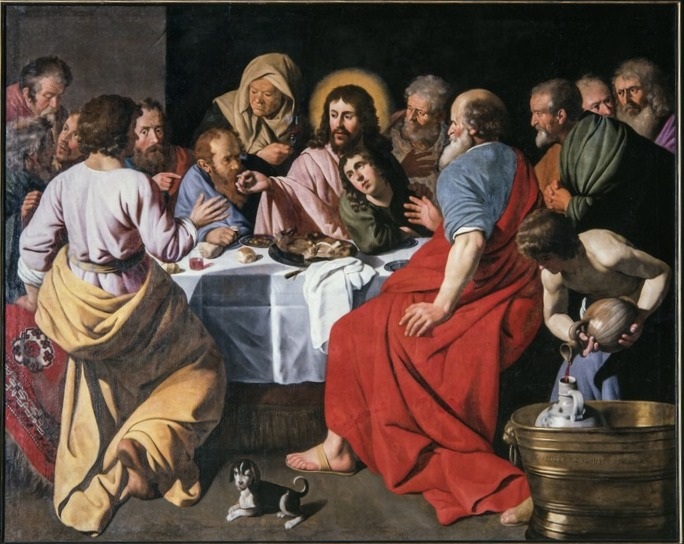
Última Cena, óleo sobre tabla, 275 x 200 cm, Zepperen,(Sint-Truiden) iglesia de Santa Genoveva.

François Walschartz (Lieja c. 1595/1598-c. 1665/1675) fue un pintor barroco flamenco. 
Hijo de un orfebre, se formó en Amberes de donde era originario su padre, En Amberes habría frecuentado el taller de Rubens. Hacia 1620 viajó a Italia. Establecido en Roma, se acercó al estilo del caravaggista  de Carlo Saraceni cuyos tipos humanos y ambientes nocturnos influyeron en su pintura de forma duradera. Retornado a Lieja en 1626, se especializó en la pintura de historia de asunto religioso para las iglesias del obispado, conjugando el tenebrismo de Saraceni con las corrientes clasicistas introducidas en Lieja por Gérard Douffet. Hacia 1646 se instaló en Maastricht, escapando quizá de los disturbios que por esos años agitaban la ciudad de Lieja, a la que podría haber vuelto veinticinco años más tarde, si bien tanto el lugar como la fecha de su fallecimiento son desconocidos.
La Adoración de los pastores (Foy-Notre-Dame, fechada en Lieja en 1626; iglesia de San Antonio, Lieja), la Adoración de los reyes, inspirada en Rubens y la Sagrada Familia (Malmedy, capilla de San Francisco) son algunos de los temas repetidos en su reducida obra conservada. 